# Eddy Herrera

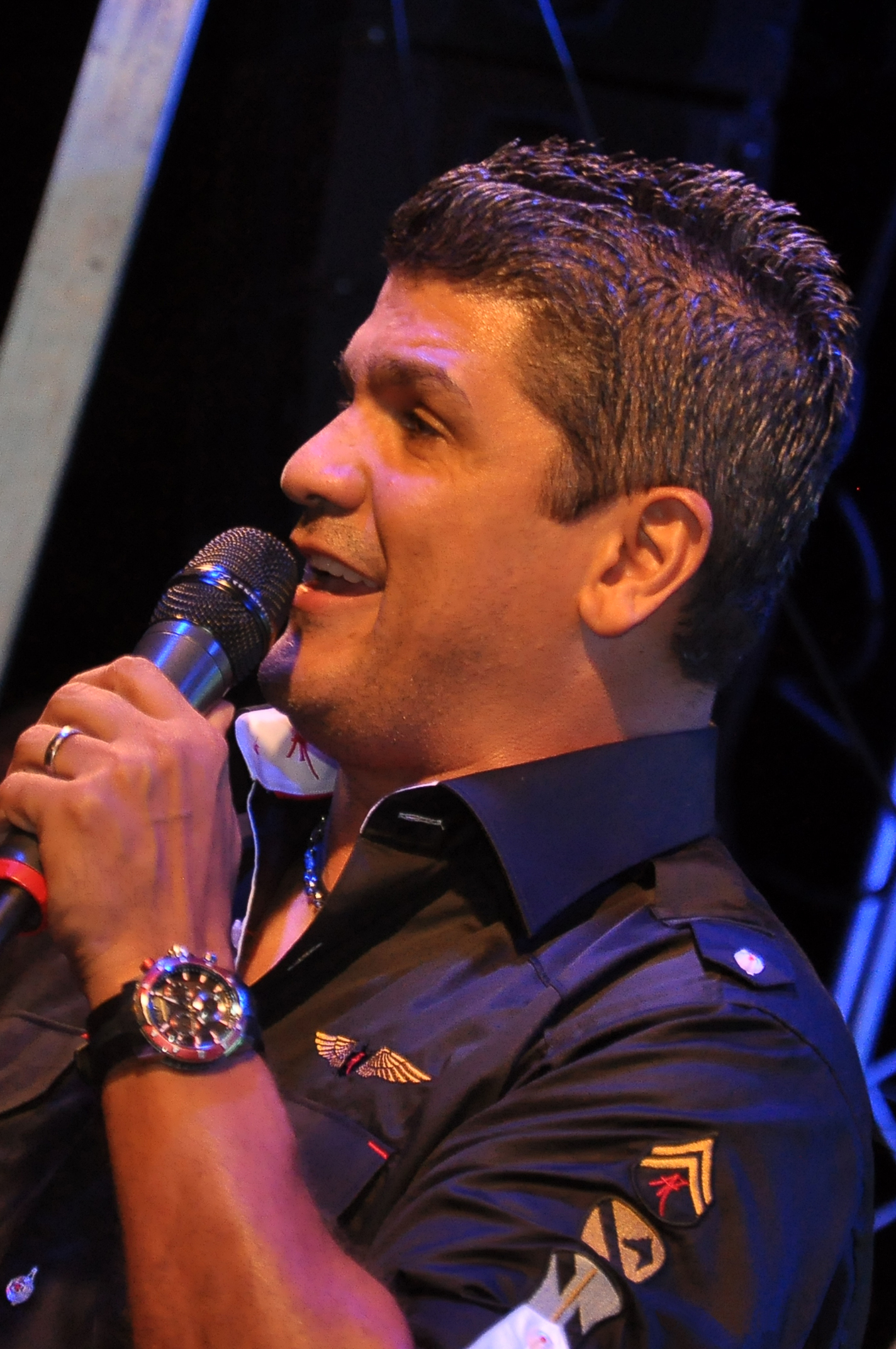
Eddy Herrera (2012)

Eddy Herrera (* 30. April 1964 in Santiago de los Caballeros, Dominikanische Republik), eigentlich  Eduardo José Herrera de los Ríos ist ein dominikanischer Merengue- und Bachatamusiker.

## Werdegang
Herrera begann früh mit seiner musikalischen Karriere, indem er an verschiedenen Gesangswettbewerben teilnahm. Bereits im Alter von 15 Jahren gewann er den Festival de la Voz in seiner Heimatstadt Santiago de Los Caballeros. Herrera studierte einige Semester Architektur an der Pontificia Universidad Católica Madre y Maestra, bevor er gegen den Willen seiner Mutter in die Band von Wilfrido Vargas einstieg. Sein erster großer internationaler Erfolgshit war „El Jardinero“. Von 1984 bis 1990 war Herrera in der Gruppe Vargas aktiv. 1990 begann er nach Unterschrift beim Plattenlabel MP Records eine Solokarriere.
2008 unternahm Herrera eine große Tournee durch Venezuela, Kolumbien, Curaçao, Aruba, Peru, Ecuador, Panama, Costa Rica und in den USA in Städte wie Houston, New Orleans, Atlanta, New York City, Boston und Los Angeles.

## Preise und Auszeichnungen
Herrera gewann siebenmal den Casandra Award als bester männlicher Künstler. Sein Album Ahora wurde 2020 mit dem Latin Grammy in der Kategorie „Bestes Merengue- und/oder Bachata-Album“ ausgezeichnet (einen weiteren Latin Grammy erhielt Moisés P. Sánchez für die Tontechnik).

## Diskografie
- Independiente (1990)
- Mi more (1991)
- Ámame (1994)
- Lluvia de amor  (1994)
- Los hombres calientes (1997)
- Alma gemela (1998)
- Me enamoré (2000)
- Atrevido (2001)
- Para siempre (2003)
- Amor de locos (2005)
- Paso Firme (2009)